# Drużynowe Mistrzostwa Polski na Żużlu 2011
Drużynowe Mistrzostwa Polski na Żużlu 2011 – 64. edycja drużynowych mistrzostw Polski, organizowanych przez Polski Związek Motorowy (PZM).

## Ekstraliga
Fazę zasadniczą na pierwszym miejscu zakończyła drużyna Unibaksu Toruń. Do fazy ćwierćfinałowej nie awansowały zespoły z Tarnowa i Częstochowy. W pierwszej fazie play-off z dalszymi rozgrywkami pożegnały się drużyny PGE Marmy Rzeszów i Betardu Sparty Wrocław.

### Faza zasadnicza
| Poz. | Klub                         | Pkt. | Z  | R | P  | Bon | +/−  |
| ---- | ---------------------------- | ---- | -- | - | -- | --- | ---- |
| 1    | Unibax Toruń                 | 29   | 11 | 1 | 2  | 6   | +77  |
| 2    | Stelmet Falubaz Zielona Góra | 26   | 10 | 1 | 3  | 5   | +115 |
| 3    | Caelum Stal Gorzów           | 23   | 8  | 0 | 6  | 7   | +58  |
| 4    | Unia Leszno                  | 23   | 9  | 1 | 4  | 4   | +61  |
| 5    | PGE Marma Rzeszów            | 12   | 4  | 2 | 8  | 2   | –51  |
| 6    | Betard Sparta Wrocław        | 11   | 4  | 1 | 9  | 2   | –44  |
| 7    | Tauron Azoty Tarnów          | 8    | 3  | 0 | 11 | 2   | –102 |
| 8    | CKM Włókniarz Częstochowa    | 8    | 4  | 0 | 10 | 0   | –114 |

| [ 1 ] | CZE   | GOR   | LES   | RZE   | TAR   | TOR   | WRO   | ZIE   |
| ----- | ----- | ----- | ----- | ----- | ----- | ----- | ----- | ----- |
| CZE   | x     | 46:44 | 43:46 | 47:43 | 51:38 | 44:46 | 48:42 | 32:58 |
| GOR   | 48:42 | x     | 57:33 | 51:39 | 51:39 | 52:38 | 49:41 | 56:33 |
| LES   | 60:30 | 50:40 | x     | 56:31 | 51:39 | 45:45 | 51:39 | 46:44 |
| RZE   | 49:41 | 50:39 | 41:49 | x     | 50:40 | 44:46 | 51:38 | 39:51 |
| TAR   | 56:34 | 41:49 | 49:41 | 55:35 | x     | 42:47 | 27:39 | 40:50 |
| TOR   | 52:38 | 50:40 | 50:40 | 50:40 | 56:34 | x     | 51:39 | 51:39 |
| WRO   | 55:35 | 48:42 | 35:55 | 45:45 | 59:31 | 44:46 | x     | 34:55 |
| ZIE   | 49:41 | 50:40 | 54:35 | 45:45 | 55:35 | 50:40 | 53:37 | x     |

### Faza ćwierćfinałowa
|          | Zespół 1.                    |    | Zespół 2.             | 1. runda | 2. runda |
| -------- | ---------------------------- | -- | --------------------- | -------- | -------- |
| Msc. 1-6 | Unibax Toruń                 | vs | Betard Sparta Wrocław | 58:32    | 40:0     |
| Msc. 1-6 | Stelmet Falubaz Zielona Góra | vs | PGE Marma Rzeszów     | 59:31    | 60:30    |
| Msc. 1-6 | Caelum Stal Gorzów           | vs | Unia Leszno           | 51:39    | 56:33    |

| Poz. | Klub                         | Pkt. | +/− |
| ---- | ---------------------------- | ---- | --- |
| 1    | Unibax Toruń                 | 4    | +66 |
| 2    | Stelmet Falubaz Zielona Góra | 4    | +58 |
| 3    | Caelum Stal Gorzów           | 4    | +35 |
| 4    | Unia Leszno                  | 0    | –35 |
| 5    | PGE Marma Rzeszów            | 0    | –58 |
| 6    | Betard Sparta Wrocław        | 0    | –66 |

### Faza półfinałowa
|          | Zespół 1.                    |    | Zespół 2.                 | 1. runda | 2. runda |
| -------- | ---------------------------- | -- | ------------------------- | -------- | -------- |
| Msc. 1-4 | Unibax Toruń                 | vs | Unia Leszno               | 36:53    | 49:41    |
| Msc. 1-4 | Stelmet Falubaz Zielona Góra | vs | Caelum Stal Gorzów        | 19:27    | 54:36    |
| Msc. 7-8 | Tauron Azoty Tarnów          | vs | CKM Włókniarz Częstochowa | 41:49    | 53:37    |

### Faza finałowa
|                    | Zespół 1.                    |    | Zespół 2.          | 1. runda | 2. runda |
| ------------------ | ---------------------------- | -- | ------------------ | -------- | -------- |
| Msc. 1-2           | Stelmet Falubaz Zielona Góra | vs | Unia Leszno        | 43:47    | 52:38    |
| Msc. 3-4           | Unibax Toruń                 | vs | Caelum Stal Gorzów | 30:60    | 50:40    |
| Baraż o ekstraligę | CKM Włókniarz Częstochowa    | vs | Start Gniezno      | 47:43    | 44:46    |

### Tabela końcowa
| Poz. | Klub                         |
| ---- | ---------------------------- |
| 1    | Stelmet Falubaz Zielona Góra |
| 2    | Unia Leszno                  |
| 3    | Caelum Stal Gorzów           |
| 4    | Unibax Toruń                 |
| 5    | PGE Marma Rzeszów            |
| 6    | Betard Sparta Wrocław        |
| 7    | Tauron Azoty Tarnów          |
| 8    | CKM Włókniarz Częstochowa    |

## Pierwsza Liga

### Faza zasadnicza
| Poz. | Klub                   | Pkt. | Z  | R | P  | Bon | +/−  |
| ---- | ---------------------- | ---- | -- | - | -- | --- | ---- |
| 1    | Polonia Bydgoszcz      | 29   | 11 | 0 | 3  | 7   | +219 |
| 2    | Start Gniezno          | 25   | 10 | 0 | 4  | 5   | +104 |
| 3    | GTŻ Grudziądz          | 25   | 10 | 0 | 4  | 5   | +120 |
| 3    | LOTOS Wybrzeże Gdańsk  | 22   | 9  | 0 | 5  | 4   | +150 |
| 5    | SK Lokomotīve Dyneburg | 13   | 5  | 0 | 9  | 3   | –8   |
| 6    | RKM ROW Rybnik         | 11   | 4  | 0 | 10 | 3   | –194 |
| 7    | Orzeł Łódź             | 11   | 5  | 0 | 9  | 1   | –210 |
| 8    | PSŻ Lechma Poznań      | 4    | 2  | 0 | 12 | 0   | –281 |

| [ 5 ] | BYD   | DYN   | GDA   | GNI   | GRU   | LOD   | POZ   | RYB   |
| ----- | ----- | ----- | ----- | ----- | ----- | ----- | ----- | ----- |
| BYD   | x     | 57:33 | 50:40 | 57:32 | 56:34 | 66:24 | 64:26 | 59:31 |
| DYN   | 47:43 | x     | 44:45 | 54:36 | 41:49 | 46:13 | 40:0  | 47:43 |
| GDA   | 49:41 | 61:29 | x     | 37:52 | 45:44 | 60:30 | 69:16 | 60:30 |
| GNI   | 43:47 | 53:37 | 48:42 | x     | 44:46 | 50:39 | 60:30 | 53:37 |
| GRU   | 39:51 | 52:35 | 47:43 | 40:49 | x     | 59:31 | 56:34 | 55:35 |
| LOD   | 32:58 | 46:44 | 48:42 | 33:57 | 39:50 | x     | 53:37 | 46:43 |
| POZ   | 36:54 | 52:38 | 34:56 | 42:48 | 0:40  | 41:49 | x     | 51:39 |
| RYB   | 48:42 | 47:42 | 38:52 | 35:55 | 39:51 | 40:0  | 52:38 | x     |

### Faza finałowa
| Poz. | Klub                  | Pkt. | Z | R | P | Bon | +/−  |
| ---- | --------------------- | ---- | - | - | - | --- | ---- |
| 1    | Polonia Bydgoszcz     | 23   | 8 | 1 | 3 | 5   | +129 |
| 2    | LOTOS Wybrzeże Gdańsk | 15   | 6 | 1 | 5 | 2   | –5   |
| 3    | Start Gniezno         | 13   | 5 | 0 | 7 | 3   | +1   |
| 4    | GTŻ Grudziądz         | 9    | 3 | 2 | 7 | 1   | –125 |

|     | BYD   | GDA   | GNI   | GRU   |
| --- | ----- | ----- | ----- | ----- |
| BYD | x     | 57:33 | 52:38 | 67:23 |
| GDA | 48:42 | x     | 50:40 | 57:32 |
| GNI | 51:39 | 43:47 | x     | 55:35 |
| GRU | 45:45 | 45:45 | 46:44 | x     |

## Druga Liga

### Faza zasadnicza
| Poz. | Klub                       | Pkt. | Z  | R | P  | Bon | +/−  |
| ---- | -------------------------- | ---- | -- | - | -- | --- | ---- |
| 1    | Stokłosa Polonia Piła      | 28   | 11 | 0 | 3  | 6   | +189 |
| 2    | Lubelski Węgiel KMŻ Lublin | 27   | 10 | 1 | 3  | 6   | +129 |
| 3    | Lubawa Litex Ostrów Wlkp.  | 26   | 10 | 0 | 4  | 6   | +174 |
| 4    | Kolejarz Opole             | 20   | 8  | 0 | 6  | 4   | +51  |
| 5    | Speedway Wanda Kraków      | 12   | 5  | 0 | 9  | 2   | –125 |
| 6    | Kaskad Równe               | 10   | 4  | 0 | 10 | 2   | –84  |
| 7    | Kolejarz Rawag Rawicz      | 9    | 4  | 0 | 10 | 1   | –25  |
| 8    | KSM Krosno                 | 8    | 3  | 1 | 10 | 1   | –309 |
|      | Speedway Miszkolc          |      |    |   |    |     |      |

| [ 12 ] | KRA   | KRO   | LUB   | MIS | OPO   | OST   | PIL   | RAW   | ROW   |
| ------ | ----- | ----- | ----- | --- | ----- | ----- | ----- | ----- | ----- |
| KRA    | x     | 39:51 | 54:36 | –   | 40:50 | 39:50 | 42:48 | 45:42 | 48:40 |
| KRO    | 40:50 | x     | 45:45 | –   | 50:39 | 47:43 | 38:52 | 0:40  | 38:52 |
| LUB    | 65:22 | 65:24 | x     | –   | 50:39 | 50:38 | 43:47 | 58:32 | 47:43 |
| MIS    | –     | –     | –     | x   | –     | –     | –     | –     | –     |
| OPO    | 50:40 | 65:25 | 42:47 | –   | x     | 52:37 | 50:34 | 59:31 | 58:32 |
| OST    | 62:28 | 74:16 | 40:49 | –   | 65:25 | x     | 49:41 | 46:44 | 62:28 |
| PIL    | 65:25 | 64:26 | 61:29 | –   | 55:32 | 39:51 | x     | 57:33 | 50:40 |
| RAW    | 42:48 | 65:24 | 37:51 | –   | 49:41 | 41:48 | 44:46 | x     | 49:41 |
| ROW    | 47:43 | 65:25 | 36:54 | –   | 43:47 | 41:49 | 39:61 | 50:40 | x     |